# دير النصف (خيران المحرق)

تعديل مصدري - تعديل

دير النصف هي إحدى قرى عزلة مسروح بمديرية خيران المحرق التابعة لمحافظة حجة، بلغ تعداد سكانها 384 نسمة حسب تعداد اليمن لعام 2004.